# Плоскіня (гміна)
Гміна Плоскіня (пол. Gmina Płoskinia) — сільська гміна у північній Польщі. Належить до Браневського повіту Вармінсько-Мазурського воєводства.
Станом на 31 грудня 2011 у гміні проживало 2639 осіб.

## Територія
Згідно з даними за 2007 рік площа гміни становила 172.05 км², у тому числі:
- орні землі: 63.00%
- ліси: 27.00%

Таким чином, площа гміни становить 14.28% площі повіту.

## Населення
Станом на 31 грудня 2011:
| Опис     | Загалом | Загалом | Чоловіки | Чоловіки | Жінки | Жінки |
| -------- | ------- | ------- | -------- | -------- | ----- | ----- |
| одиниця  | осіб    | %       | осіб     | %        | осіб  | %     |
| все      | 2639    | 100     | 1321     | 50.06    | 1318  | 49.94 |
| міське   | 0       | 100     | 0        |          | 0     |       |
| сільське | 2639    | 100     | 1321     | 50.06    | 1318  | 49.94 |

## Сусідні гміни
Гміна Плоскіня межує з такими гмінами: Бранево, Вільчента, Млинари, Орнета, Пененжно, Фромборк.